# Мельников Павло Володимирович
Мельников Павло Володимирович (8 серпня 1969) — російський академічний веслувальник.
Бронзовий призер Олімпійських Ігор 1996 року в складі вісімки, учасник 2000 року.
Бронзовий призер Чемпіонату світу 1999 року в складі вісімки.